# 新疆鼠尾草
新疆鼠尾草（学名：Salvia deserta）为唇形科鼠尾草属的植物。分布于俄罗斯以及中国大陆的新疆等地，生长于海拔270米至1,850米的地区，一般生于田野荒地、沙滩草地、沟边以及林下，目前已由人工引种栽培。